# آنا ماریا آکرمن
آنا ماریا آکرمن (ایتالیایی: Anna Maria Ackermann؛ زادهٔ ۲۴ دسامبر ۱۹۳۲ – درگذشتهٔ ۱۵ ژانویهٔ ۲۰۲۵) بازیگر اهل ایتالیا بود.
از جمله فیلم‌هایی که وی در آن‌ها نقش داشته‌است، می‌توان به پوست، ای پادشاه و بار دوم فراموش نمی‌شود اشاره نمود.
آکرمن در ۱۵ ژانویهٔ ۲۰۲۵، در سن ۹۲ سالگی درگذشت.